# Mierzęcice Zawierciańskie
Mierzęcice Zawierciańskie – dawny przystanek osobowy na linii kolejowej nr 182 w gminie Ożarowice, we wsi Pyrzowice, tuż przy granicy z gminą Mierzęcice w województwie śląskim, w Polsce.